# Lansana Conté
Lansana Conté, född 30 november 1934 i Loumbaya-Moussaya, Dubréka, Guinea, död 22 december 2008 i Conakry, var Guineas president mellan 1984 och sin död 2008. Han var muslim och tillhörde susufolket.

## Biografi
Conté var överste i armén och tog den 3 april 1984, sedan den förre presidenten, Sékou Touré, hade avlidit, makten i en militärkupp som ledare för Militärkommittén för nationell återuppbyggnad. Kommittén försökte sanera Guineas ekonomi och uppmuntrade privat företagande.
1990 aviserade Conté en övergång till demokrati och en ny författning togs fram. Parlamentsvalet i juni vanns av hans eget Partiet för enhet och framsteg, sedan medlemmar av de största oppositionspartierna, Guineanska folkets samling och Partiet för förnyelse och framsteg, gripits och terroriserats.
Conté valdes officiellt till president 1993. Han överlevde ett kuppförsök 1996 och omvaldes 1998 och 2003. Giltigheten i dessa val har starkt ifrågasatts av oppositionen.
I början av 2007 hölls strejker och protester mot Conté, och minst 186 personer dödades när hans styrkor öppnade eld mot demonstranter. I november samma år öppnade säkerhetsstyrkor eld och dödade fyra personer vid protester mot höga bränslepriser.

### Död
Conté avled i december 2008 efter en lång tids intensivt kedjerökande, diabetes och leukemi. Sex timmar efter att talmannen Aboubacar Somparé tillkännagivit hans död meddelade en grupp militärer att man upplöst regeringen och tagit över makten i landet. De nya makthavarna arrangerade på annandag jul en offentlig minnesceremoni i Conakry, innan man med helikopter fraktade Contés kvarlevor till födelsestaden Moussayah, sju mil nordväst om huvudstaden, där han begravdes.